# آلن استارلینگ
آلن استارلینگ (انگلیسی: Alan Starling؛ زادهٔ ۲ آوریل ۱۹۵۱) بازیکن فوتبال اهل بریتانیا است.
از باشگاه‌هایی که در آن بازی کرده‌است می‌توان به باشگاه فوتبال هادرزفیلد تاون، باشگاه فوتبال لوتون تاون، باشگاه فوتبال تورکی یونایتد، و باشگاه فوتبال نورث‌همپتون تاون اشاره کرد.